# 8 Grupa Artylerii
8 Grupa Artylerii (8 GA) – oddziały i pododdziały artylerii organicznej wielkich jednostek piechoty i kawalerii oraz artylerii Odwodu Naczelnego Wodza stacjonujące na terenie Okręgu Korpusu Nr VIII i podporządkowane dowództwu 8 Grupy Artylerii.
8 Grupa Artylerii została utworzona w terminie do 15 stycznia 1929 na podstawie rozkazu L. 1019/Org. ministra spraw wojskowych z dnia 31 grudnia 1928. Proces formowania grupy zakończony został w marcu tego roku. Dowództwo grupy powstało na bazie dotychczasowego 8 Okręgowego Szefostwa Artylerii.
Minister spraw wojskowych rozkazem B. Og. Org. 403 Tjn. Org. II, ogłoszonym 18 maja 1929, przydzielił 11 dywizjon artylerii konnej pod względem wyszkolenia z 7 do 8 Grupy Artylerii.

## Obsada personalna
Dowództwo Artylerii Okręgu Generalnego „Pomorze”
Sztabowy oficer inspekcyjny artylerii Okręgu Generalnego „Pomorze”
Szefostwo Artylerii i Służby Uzbrojenia Okręgu Korpusu Nr VIII (1921–1926)
- szef – płk art. Ottokar Brzoza-Brzezina (od 5 IX 1922[2])
- zastępca szefa – płk art. Czesław Piotr Bzowski (od X 1925 ze stanowiska dowódcy 8 pac)

8 Okręgowe Szefostwo Artylerii (1926–1928)
- płk art. Ottokar Brzoza-Brzezina (do IX 1926[3])
- płk art. Czesław Piotr Bzowski (IX 1926[3] – VII 1927[4])
- płk art. Stanisław Marian Rohoziński (VIII 1927[5] – III 1929)

8 Grupa Artylerii (1929–1939)
- płk art. Stanisław Marian Rohoziński (od III 1929[6])
- płk art. Józef Korycki (XII 1929 – IX 1939)[7]

## Ordre de Bataille 8 Grupy Artylerii w 1939
Dowództwo 8 Grupy Artylerii w Toruniu
- dowódca grupy – płk art. Józef Korycki → dowódca artylerii Armii „Pomorze”
- oficer sztabu – mjr art. Stanisław Oyrzyński → I oficer sztabu dowódcy artylerii Armii „Pomorze”

artyleria ONW:
- 8 pułk artylerii ciężkiej w Toruniu

artyleria wielkich jednostek:
- 4 Kujawski pułk artylerii lekkiej w Inowrocławiu
- 15 Wielkopolski pułk artylerii lekkiej w Bydgoszczy
- 16 Pomorski pułk artylerii lekkiej w Grudziądzu
- 16 dywizjon artylerii ciężkiej w Grupie k. Grudziądza
- 11 dywizjon artylerii konnej w Bydgoszczy